# Beginners
Pour plus de détails, voir Fiche technique et Distribution.
Beginners est un film américain réalisé par Mike Mills sorti en 2010.

## Synopsis
Après la mort de son père, qui avait fait état de son homosexualité sur le tard, un jeune graphiste de Los Angeles fait la connaissance d'une jeune actrice française, Anna, dont il tombe amoureux.

## Fiche technique
- Titre : Beginners
- Réalisation : Mike Mills
- Scénario : Mike Mills
- Producteur : Bernie Goldmann, Mark Canton, Steve Barnett, Jeffrey Silver, Gianni Nunnari
- Distribution : Paramount Pictures, MK2 Diffusion (France)
- Musique : Roger Neill, Dave Palmer, Brian Reitzell, Marcello, Vivaldi
- Image : Kasper Tuxen
- Montage : Olivier Bugge Coutté
- Décors : Coryander Friend
- Dresseur : Mathilde De Cagny
- Genre : Comédie dramatique
- Dates de sortie : 
  -  Canada : 11 septembre 2010 au festival international du film de Toronto
  -  États-Unis : 21 avril 2011 (San Francisco International Film Festival)
  -  États-Unis : 3 juin 2011
  -  France : 15 juin 2011
  -  Belgique : 31 août 2011

## Distribution
- Ewan McGregor (VF : Bruno Choël) : Oliver
- Christopher Plummer (VF : Bernard Dhéran) : Hal, le père d'Oliver
- Mélanie Laurent (VF : elle-même) : Anna, actrice française
- Goran Višnjić (VF : Stéphane Ronchewski) : Andy, le jeune petit ami de Hal
- Mary Page Keller (VF : Nathalie Duverne) : Georgia
- Kai Lennox : Elliot, ami d'Oliver
- Cosmo : Arthur, le Jack Russel de Hal puis d'Oliver

## Récompenses
- 2012 : Golden Globe du meilleur acteur dans un second rôle pour Christopher Plummer
- 2012 : Oscar du meilleur acteur dans un second rôle pour Christopher Plummer

## Production
- Le film a été projeté en avant-première lors du Festival international du film de Toronto le 11 septembre 2010.
- L'intrigue du film est inspirée du père du réalisateur qui fit son coming out à 75 ans, cinq ans avant son décès.